# Siegfried Grote
Siegfried Grote (* 21. Dezember 1930 in Gelsenkirchen; † 10. April 2018 ebenda) war ein deutscher Regisseur und Theaterintendant.

## Leben und Werk
Siegfried Grote widmete sein Leben der Musik und dem Musiktheater. Er studierte Theater- und Musikwissenschaft, begann danach seine künstlerische Laufbahn im Ruhrgebiet. Für verschiedene Bühnen und Theater ohne festes Ensemble führte er Eigenproduktionen durch und gab damit auch Gastspiele in weiteren Orten des deutschsprachigen Raumes. Nach verschiedenen beruflichen Stationen war er über vierzig Jahre in Solingen tätig (seit 1960), dann in Gummersbach (seit 1978) und Bergisch Gladbach, zuletzt leitete er die Eutiner Festspiele (1989 bis 2004) auf der Freilichtbühne.
Seine vertraglichen Bindungen überschnitten sich teilweise bzw. liefen parallel und führten zu seinem erheblichen Pensum von mehr als 280 Inszenierungen mit unzähligen Vorstellungen. Er erfreute sich großer Beliebtheit als publikumsnaher, leidenschaftlicher und meisterlicher Regisseur bei Zuschauern, Schauspielern und Musikern. Erfolgreich war er mit der gesamten klassischen Opern- und Operettenliteratur, beispielsweise Mozarts Die Entführung aus dem Serail oder Puccinis Madama Butterfly.
Der Kulturpreis der Stadt Solingen wurde ihm 2002 verliehen in Würdigung seiner werkgetreuen Bühnenauffassung und des jahrzehntelangen Wirkens. Siegfried Grote selbst betonte, er habe in Solingen seine kulturelle Heimat gefunden.

## Ehrungen
- 2002: Bundesverdienstkreuz am Bande[7], Verleihung in Schleswig-Holstein.
- 2002: Kulturpreis der Stadt Solingen, Bürgerstiftung Baden.[8]